# 小行星51829
小行星51829（51829 Williemccool）是為紀念太空人威廉·麥庫爾而被命名的小行星。他是在STS-107哥倫比亞號太空梭任務於2003年2月1日返航時殉職的太空人。小行星51829號是噴射推進實驗室的近地小行星追蹤計畫於2001年7月21日在帕洛馬山天文台發現的。

## 外部連結
- NASA JPL - Space Shuttle Columbia Tribute page （页面存档备份，存于）
- Orbital simulation and data for 51829 Williemccool Archive.today的存檔，存档日期2012-12-13
- 小行星51829 at the JPL Small-Body Database 
  - Close approach · Discovery · Ephemeris · Orbit diagram · Orbital elements · Physical parameters

| 前一小行星： 小行星51828 | 小行星列表 | 後一小行星： 小行星51830 |